# Luidia longispina
Luidia longispina is een kamster uit de familie Luidiidae.
De wetenschappelijke naam van de soort werd in 1889 gepubliceerd door Percy Sladen.